# Phyllodactylus insularis
Espèce
Statut de conservation UICN

 VU B1ab(iii) : Vulnérable
Phyllodactylus insularis est une espèce de geckos de la famille des Phyllodactylidae.

## Répartition
Cette espèce est endémique d'îles au large du Belize.

## Publication originale
- Dixon, 1960 : The discovery of Phyllodactylus tuberculosus (Reptilia: Sauna) in Central America, the resurrection of P. xanti, and description of a new gecko from British Honduras. Herpetologica, vol. 16, p. 1-11.